# Diekhusen-Fahrstedt
Diekhusen-Fahrstedt település Németországban, Schleswig-Holstein tartományban. Lakosainak száma 711 fő (2023. december 31.).

## Népesség
A település népességének változása:
| Lakosok száma | 566  | 735  | 712  | 704  | 697  | 702  | 711  |
|               | 1975 | 2014 | 2017 | 2019 | 2021 | 2022 | 2023 |